# Pixley Falls State Park
Pixley Falls State Park ist ein State Park im Gemeindegebiet von Boonville im Oneida County, New York, United States. 

## Geographie
Der Park bedeckt eine Fläche von 375 acre (1,52 km²). Er liegt an der New York State Route 46, 18 mi (29 km) nördlich von Rome und 6 mi (9,7 km) südwestlich von Boonville, in der Nähe der Siedlung Hurlbutville.
Außer der Route 46 verlaufen auch die Ruinen des Black River Canal entlang der Straße. Die Wasserfälle, die dem Park seinen Namen gegeben haben, werden vom Lansing Kill gebildet, der an dieser Stelle in einer schroffen Kurve in seinem Lauf von Nord nach Süden nach Westen umbiegt. Die Fälle haben eine Höhe von 50 ft (15 m). Unmittelbar angrenzend an den State Park sind Jackson Hill State Forest, Buck Hill State Forest und Clark Hill State Forest.

## Freizeitmöglichkeiten
Der Park bietet Ausblicke auf den namengebenden Wasserfall, den man über einen kurzen Wanderweg erreicht. Es gibt einen Naturlehrpfad sowie Möglichkeiten zum Picknicken, Wandern, Angeln, Jagen und Skilaufen.
Seit 2010 ist Camping im Park nicht mehr erlaubt.